# Ivan Tresoldi
Pour les articles homonymes, voir Tresoldi.
Ivan Tresoldi, né le 12 mai 1981 à Milan, est un poète et un artiste italien.

## Biographie
Ivan Tresoldi est né le 12 mai 1981 à la périphérie sud de Milan, quartier de Barona. Poète et artiste italien, il écrit sur les murs et les portes de la ville.
En douze ans d'activité, il a exposé dans plus de deux cents expositions collectives dont Milan, Florence, Turin, Rome, Venise, Cuba, Liban, France, Allemagne, Haïti, Kosovo et en Palestine. En février 2009, Ivan a eu sa première exposition personnelle à Spazio Oberdan à Milan.